# Pfons
Pfons je obec v Rakousku ve spolkové zemi Tyrolsko v okrese Innsbruck-venkov. V obci žije přibližně 1 200 obyvatel.

## Poloha
Pfons leží v severní části údolí Wipptal, východně od řeky Sill, vedle Matrei. Obec má rozlohu 21,72 km²

## Obec
Se skládá z dvou lokalit Pfons a Schöfens a dalších osad a samot: Gedeier, Wiesengrund, Ried, Obpfons, Bergstein, Waldfrieden, Haslachsiedlung a Rossiggengasse.

## Sousední obce
Obec sousedí s obcí Ellbögen na severu, Tulfes na severovýchodě, Navis na jihu, Matrei am Brenner na jihozápadě a s obcí Mühlbachl na západě.

## Historie
Původ jména obce je nejasný. Název je odvozen možná od slov „phanes“ nebo „fanes“ (horský svah) nebo od slova „pons“ (most).
První písemná zmínka o vesnici pochází z roku 1030, kde je nazývána Pfans, kolem roku 1140 až 1147 je nazýván Pfanese. První písemná znínka o vesnici Schöfens je z roku 1315, kde je nazývána Schevens. Samostatnou obcí Pfons je od roku 1811. V referendu v roce 1974 bylo odmítnuto spojení s obcemi Matrei a Mühlbachl.
Na území obce se těžil mramor (Matreiský serpentin), který byl hojně používán jako dekorativní kámen při výstavbě tyrolských kostelů a také na výstavbě Burgtheater a Přírodovědné muzeum ve Vídni.

## Znak
Znakem obce je modrý kohout na žlutém pozadí, který drží v pravém drápu kladivo. Kohout byl heraldickým zvířetem prvního majitele hradu Arnholz (poprvé písemně doložen ve 13. století). Kladivo v drápu kohouta odkazuje na těžbu serpentinitu.